# Старасте-Бордевика, Маргарита
Маргарита Старасте-Бордевика (латыш. Margarita Stāraste-Bordevīka; 2 февраля 1914 года, Владимир — 18 февраля 2014 года) — латвийская писательница и книжный иллюстратор.

## Биография
Маргарита Старасте-Бордевик (урождённая Маргарита Барвик) родилась 2 февраля 1914 года.
Училась в Латвийской академии художеств (пейзажная мастерская Вильгельма Пурвитиса, 1933—1941), окончила отделение графики Государственной академии художеств Латвийской ССР (1952).
С 1937 года принимала участие в художественных выставках. Первую книгу издала в 1942 году. Иллюстрировала произведения Дз. Ринкюле-Земзаре, Э. Адамсона, М. Бендрупе, Ц. Динере, Ж. Гривы и собственные книги, из которых наиболее известны «Balti tīri sniega vīri» (1942), «Ziemassvētku pasakas» (1943), «Zīļuks» (1961), «Pasaku ābece» (1969) и «Lācīša Rūcīša raibā diena» (1977).
Автор декораций для спектаклей 1950-60-х годов в Кукольном театре, Рижском ТЮЗе и на Латвийском телевидении.
В 1992—2000 годах жила в Нидерландах. В 2009 году в выставочном зале Латвийского национального художественного музея состоялась персональная выставка Маргариты Старасте. Снятый режиссёром Д. Ридузе по мотивам сказки «Zīļuks» анимационный фильм, был показан в рамках Берлинского международного кинофестиваля 2011 года.
Член Союза художников Латвии (с 1964) и Союза писателей Латвии (с 1991). Лауреат «Премии Пастариня» за лучшую книжную иллюстрацию года (1982). Награждена Орденом Трёх звёзд III степени (1999). Считала себя преемником Цесиских ливов.

## Память
Похоронена в Риге на Лесном кладбище.